# توفيق إسماعيل
توفيق إسماعيل ممثل مصري من مواليد 1895 عمل في السينما المصرية من 1943 وحتى 1957 في الأدوار الثانوية. من أشهر أدوارة هو دور «صابر أمين» الشاهد في فيلم «المنزل رقم 13» للمخرج كمال الشيخ عام 1952، وكانت حصيلة أعماله 37 فيلماً.

## أهم أفلامه
فيلم «حياة أو موت» للمخرج كمال الشيخ عام 1954
فيلم «المنزل رقم 13» للمخرج كمال الشيخ عام 1952
فيلم «قلبي دليلي» للمخرج أنور وجدي عام 1947
فيلم «لعبة الست» للمخرج ولي الدين سامح عام 1946
فيلم «جوهرة» للمخرج يوسف وهبي عام 1943

## وصلات خارجية
- توفيق إسماعيل على موقع دهليز
- توفيق إسماعيل على موقع السينما
- توفيق إسماعيل على موقع كاروهات